# Sucre (Santander)
Sucre est une municipalité située dans le département de Santander en Colombie.